# Kościół św. Andrzeja w Przemęcie
Kościół Świętego Andrzeja w Przemęcie – kościół cmentarny znajdujący się przy rynku we wsi Przemęt, w powiecie wolsztyńskim, w województwie wielkopolskim.
Pierwszy kościół św. Andrzeja w Przemęcie został wzniesiony w 1605 roku, również przy rynku. Poświęcenia dokonał biskup poznański, Adam Nowodworski w 1618 roku. Spłonął w 1742 (w tym samym roku co kościół klasztorny), a na jego miejscu wybudowano kościół drewniany.
Istniejąca budowla została wzniesiona w stylu klasycystycznym na początku XIX wieku, zapewne na miejscu starszej świątyni spalonej w 1802 roku. Kościół posiada jedną nawę oraz wieżę od frontu. W 1894 roku został rozbudowany o prezbiterium.
W latach 1423–1649 przy kościele mieściła się parafia. W latach 1649–1805 parafia była połączona z drugą przemęcka parafią – św. Piotra.